# Miagrammopes bradleyi
Miagrammopes bradleyi là một loài nhện trong họ Uloboridae.
Loài này thuộc chi Miagrammopes. Miagrammopes bradleyi được Octavius Pickard-Cambridge miêu tả năm 1874.